# Cap Blanc (Abri)
Koordinaten: 44° 56′ 44″ N, 1° 5′ 49″ O

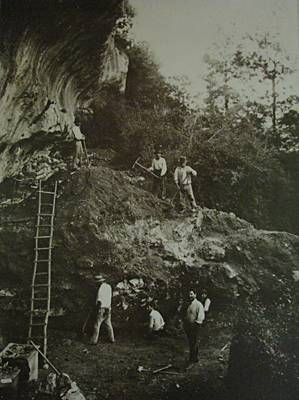
Grabungen am Abri Cap Blanc

Der Abri Cap Blanc im französischen Département Dordogne ist durch recht seltene, aus der Felswand gemeißelte Skulpturen des Mittleren Magdaléniens, bekannt geworden. Neben Artefaktenfunden enthält er auch das Grabmal einer jungen Frau.
Der Abri gehört zum Umkreis der Frankokantabrischen Höhlenkunst.

## Geographische Lage
Cap Blanc, zu deutsch weißes Kap, in Anspielung auf die hellen Felswände des flachliegenden Coniaciums, liegt im Gemeindegebiet von Marquay in der südöstlichen Dordogne, etwa 6 Kilometer östlich von Les Eyzies. Der Abri befindet sich auf der rechten Flussseite der Grande Beune, eines linken Nebenflusses der Vézère, praktisch direkt gegenüber vom Schloss Commarque und etwas flussabwärts von Laussel. In unmittelbarer Nähe etwas weiter flussabwärts kann der ebenfalls jungpaläolithische Fundplatz La Grèze besucht werden.
Der Abri wird über die D 48 von Les Eyzies nach Saint Geniès erreicht.

## Geschichte
Im Zuge der Ausgrabungsarbeiten von Laussel bemerkte ein Arbeiter am jetzigen Fundplatz eine Vertiefung im Hangschutt. Er organisierte daraufhin zwischen September und Dezember 1909 eine Grabungskampagne zu Rechnung von Doktor G. Lalanne. Auf 15 Meter Länge wurde der Schutt drei bis vier Meter tief abgetragen. Nach Erreichen der Felswand traten die Kunstwerke schließlich zum Vorschein.
An der Fundstätte befindet sich jetzt ein Museum, das in einer Ausstellung das Leben im Abri während der Ältesten Dryas dokumentiert. Rundgänge mit beschränkter Besucherzahl werden das ganze Jahr über vom Centre des monuments nationaux organisiert.

## Beschreibung
Die monumentalen Skulpturen, gefertigt als Hoch- und Tiefrelief, sind einzigartig im Périgord. In etwa vergleichbare Werke finden sich für das Mittlere Magdalénien nur noch im Abri des Roc aux Sorcières bei Angles-sur-l’Anglin im Département Vienne, bei la Chaire-à-Calvin (Gemeinde Mouthiers-sur-Boëme im Département Charente) und im Abri Reverdit bei Sergeac in der Dordogne.
Die Darstellungen lassen sich in zwei Abschnitte unterteilen. Das 9 Meter lange linke Panel befindet sich an der tiefsten Stelle des Abris. Das 4 Meter lange rechte Panel erreicht überhängende Partien im Abri.
Unter den insgesamt 14 Abbildungen befinden sich 6 Wildpferde, die bis auf eine Ausnahme alle nach rechts blicken. Das nach links orientierte Wildpferd nimmt eine zentrale Position im Abri ein und ist 2,20 Meter lang. Zweimal kommt es bei den nach rechts blickenden Tieren zu Überlappungen – und zwar dergestalt, dass jeweils der Kopf des einen die Kruppe des Vorgängers berührt. Ferner lassen sich drei Wisente erkennen, der Kopf eines der Tiere musste jedoch einem Pferdekopf Platz machen. Ein vierter Wisent wurde auf einem aus dem Abri herausgebrochenen Felsblock gefunden. Dieser Block wird jetzt im Musée d’Aquitaine aufbewahrt. Die restlichen Abbildungen sind nur sehr schlecht zu bestimmen, darunter möglicherweise Hirschartige.
Die Spuren von rotem Ocker lassen vermuten, dass das Fries einst eingefärbt war.

## Artefaktfunde und Alter
Die in zwei archäologischen Horizonten aufgefundenen Stein- und Knochenwerkzeuge sprechen für eine Nutzung des Abris während des Magdanénien III vor rund 15.000 Jahren BP. In älteren Sammlungen finden sich aber auch noch Anzeichen für Oberes Magdalénien – dies bestätigen auch Grabungen von Denis Peyrony sowie von Delluc, Roussot und Roussot-Larroque. Die Artefakte werden jetzt im Musée d’Aquitaine und im Musée de l’Homme aufbewahrt.
Unter den Steinartefakten wie Schabern und Bohrern kamen auch Pickelspitzen aus Feuerstein zum Vorschein, mit denen die Bildhauerarbeiten ausgeführt wurden. Die Knochenfunde enthalten Schmuckelemente sowie aus Rentierknochen gefertigte Speere und Stäbe.

## Grabmal einer Frau
Zuunterst befand sich ein Grab. Unter drei größeren Steinplatten lag das Skelett einer zwanzigjährigen Frau. Sie war nach links gedreht und hatte die Beine bis ans Kinn angewinkelt. Dieses Skelett wurde ans Field Museum in Chicago verkauft, eine Nachbildung des ursprünglichen Skeletts ist jetzt etwas unterhalb von der ursprünglichen Fundstätte zu sehen.

## Bedeutung
Der Abri von Cap Blanc besticht durch die monumentale Ausführung seiner Reliefs. Im Gegensatz zu Stätten mit Höhlenmalerei wie beispielsweise Lascaux, die zweifelsohne eine rein spirituelle Funktion hatten, war Cap Blanc bewohnt. Diese Tatsache bestätigt, dass die Menschen der damaligen Zeit nicht nur tiefe Höhlensysteme ausschmückten, sondern auch ihren unmittelbaren Aufenthaltsbereich.

## Spezielle Auszeichnungen
Seit 1926 ist der Abri Cap Blanc Monument historique und seit 1979 im Verbund mit anderen bedeutenden Fundstätten des Vézère-Tals Weltkulturerbe der UNESCO.